# Randy Wayne

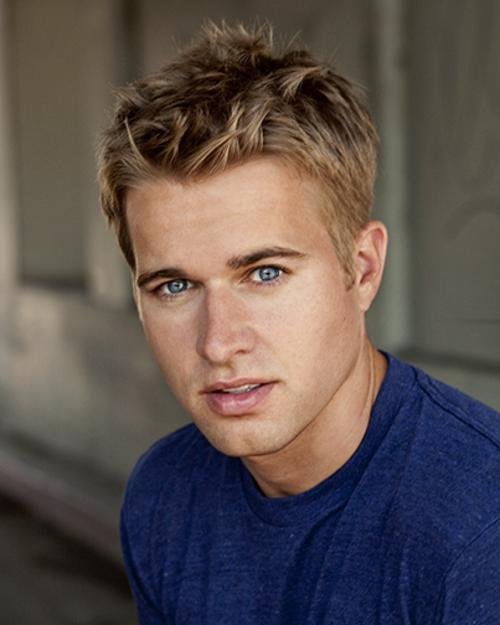
Randy Wayne

Randy Wayne (* 7. August 1981 in Moore, Oklahoma als Randy Wayne Frederick) ist ein US-amerikanischer Schauspieler und Filmproduzent.

## Leben
Randy Wayne wurde im August 1981 in Moore im US-Bundesstaat Oklahoma geboren. Er trat erstmals 2002 in der britischen Reality-Show Shipwrecked auf. Es folgten Gastauftritte in den Serien Jack & Bobby, The Closer, Navy CIS und Huff – Reif für die Couch. Daneben spielte er von 2006 bis 2007 in der ABC-Sitcom Sons & Daughters die Rolle des nicht ganz so hellen Teenagers Jeff Fenton. 2007 folgte die Darstellung des Luke Duke im Film Ein Duke kommt selten allein – Wie alles begann. Im folgenden Jahr hatte er Auftritte in zahlreichen Filmen wie Dream Boy, Grizzly Park, Foreign Exchange und Molly Hartley – Pakt mit dem Bösen. Ebenfalls 2008 war er in der kurzlebigen Serie Hot Hot Los Angeles als Victor Papsworth zu sehen.
2009 hatte er jeweils Hauptrollen in den Filmen Frat Party, The Last Hurrah und Die Geisterstadt. 2010 folgten weitere Auftritte in den Filmen To Save a Life und Cougar Hunting. Außerdem spielte er im 20th-Century-Fox-Film Das Urteil mit. 2011 war er in der ABC-Family-Jugendserie The Secret Life of the American Teenager, in der Fortsetzung, des im Jahr 2003 veröffentlichten Tanzfilmes Honey zu sehen, sowie in zwei Episoden der Serie True Blood.

## Filmografie (Auswahl)

### Als Schauspieler
- 2002: Shipwrecked (Fernsehserie, eine Episode)
- 2005: Jack & Bobby (Fernsehserie, Episode 1x18)
- 2005: The Closer (Fernsehserie, Episode 1x06)
- 2005: Navy CIS (NCIS, Fernsehserie, Episode 3x09)
- 2006: Huff – Reif für die Couch (Huff, Fernsehserie, Episode 2x01)
- 2006–2007: Sons & Daughters (Fernsehserie, 13 Episoden)
- 2007: Ein Duke kommt selten allein – Wie alles begann (The Dukes of Hazzard: The Beginning, Fernsehfilm)
- 2008: Dream Boy
- 2008: Grizzly Park
- 2008: Foreign Exchange
- 2008: Molly Hartley – Pakt mit dem Bösen (The Haunting of Molly Hartley)
- 2009: College Animals 4 (Frat Party)
- 2009: Numbers – Die Logik des Verbrechens (NUMB3RS, Fernsehserie, Episode 6x04)
- 2009: The Last Hurrah
- 2009: Die Geisterstadt (Ghost Town)
- 2009: To Save a Life
- 2010: Das Urteil (The Trial)
- 2011: Cougar Hunting
- 2011: The Secret Life of the American Teenager (Fernsehserie, 4 Episoden)
- 2011: Honey 2 – Lass keinen Move aus (Honey 2)
- 2011: True Blood (Fernsehserie, Episoden 4x01–4x02)
- 2011–2012: The Lying Game (Fernsehserie, 15 Episoden)
- 2012: Hardflip – Sprung ins Leben (Hardflip)
- 2013: Wo Du zu Hause bist (Heart of the Country)
- 2014: Android Cop
- 2015: iZombie (Folge 1x10)
- 2016: Accidentally Engaged
- 2017: Escape Room
- 2022: Don’t Look at the Demon
- 2023: Only the Good Survive
- 2023: Sick Girl – Lügen haben kurze Beine (Sick Girl)

### Als Produzent
- 2010: Placebo
- 2011: Loverboys – Desperate Wives (Cougars, Inc.)